# Петролна база (вилна зона)
Пертолна база е вилна зона на град Русе. Разположена е в най-западната част на града. Разделена е на 2 части. По-голямата е от към северната част, а по-малката от южната. В близост се намират: вилните зони 10-и километър и 11-и километър. Тази зона е част от петролната компания, а от там идва и името и. До нея ходят автобусни линии 6,16 и 19.